# Ksantypa

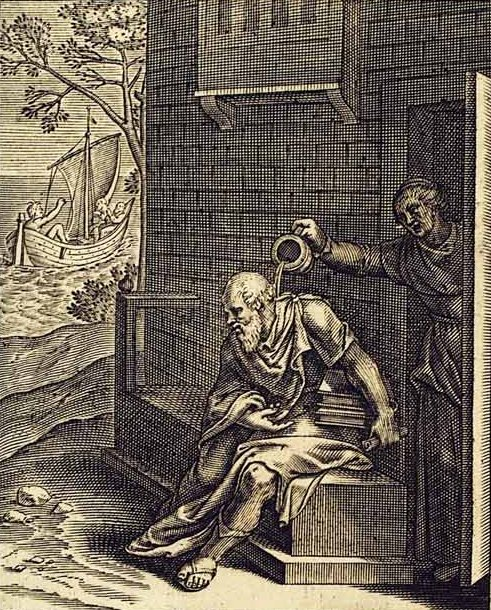
Otho Vaenius, Ksantypa wylewa nocnik na Sokratesa, ilustracja w Quinti Horatii Flacci Emblemata, 1612

Ksantypa (stgr. Ξανθίππη) (V/IV w. p.n.e.) – Atenka, żona Sokratesa. Postać przysłowiowa za sprawą przypisywanego jej nieznośnego charakteru.

## Biografia
Nieliczne wiadomości o niej są mocno niepewne ze względu na skąpe i w większości pochodzące z późniejszych stuleci źródła.

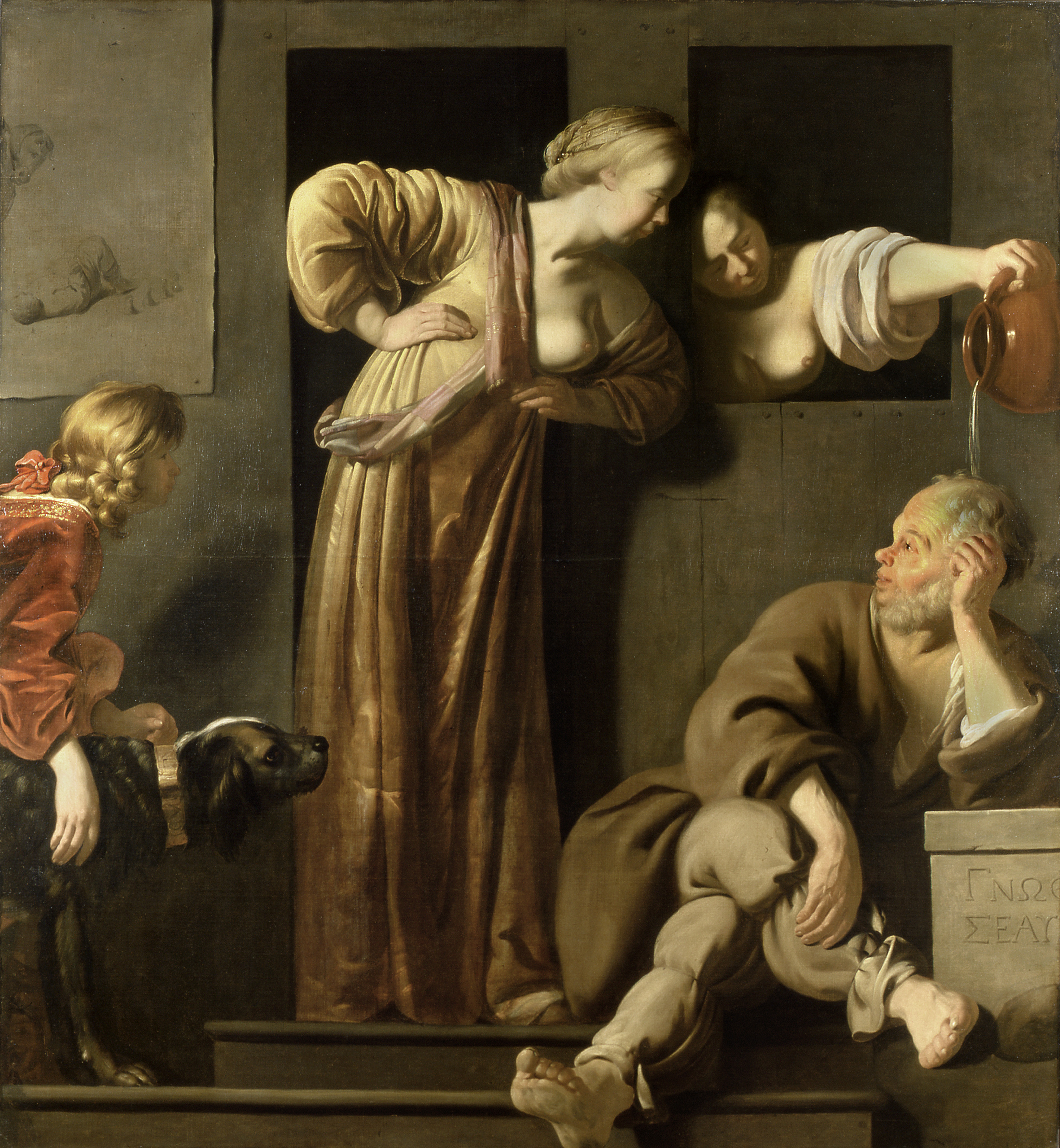
Reyer van Blommendael, Sokrates, jego dwie żony i Alkibiades (1675)

Pochodziła z Aten, prawdopodobnie z zamożnej rodziny, a Sokrates otrzymał wraz z nią posag. Małżeństwo zostało prawdopodobnie zawarte ok. 415 r. p.n.e. Źródła są niezgodne co do tego, czy była jedyną żoną Sokratesa (tak Platon i Ksenofont), czy też żoną drugą (pierwszą miała być Myrto). Ta druga informacja pochodzi od Diogenesa Laertiosa, który powołuje się na zaginiony dialog Arystotelesa O szlachetnym pochodzeniu. Zgodnie z dziełem Diogenesa Laertiosa (powstałym ok. 700 lat po śmierci Sokratesa) Sokrates miał trzech synów: Sofronikosa i Meneksenosa z pierwszą żoną i Lamproklesa z Ksantypą. W tym wypadku Ksantypa byłaby znacznie młodsza od Sokratesa, ponieważ w chwili jego śmierci (399 r. p.n.e., miał wtedy ok. 70 lat) ich wspólny syn, Lamprokles był opisywany jako małe, noszone jeszcze na rękach, dziecko . Jest jednak możliwe, że wszyscy trzej synowie byli dziećmi Ksantypy. Arystoksenos z Tarentu twierdził, że Sokrates miał jednocześnie dwie żony. Przekaz ten, współcześnie odrzucany ze względu na to, że filozof ten był jednoznacznie wrogi Sokratesowi, był jednak wielokrotnie powtarzany przez innych autorów.

## Charakter
Ksantypa stała się znana ze swojego trudnego charakteru. Miała być kłótliwa i drażliwa, narzekając na swojego męża i sprawiając mu wiele trudności. W Atenach miał być znany jej cięty i złośliwy język . Nieznośny charakter Ksantypy stał się przysłowiowy już w starożytności. Zachowały się anegdoty z życia małżeńskiego Sokratesa, które miały ukazywać cnotliwe życie filozofa i jego mądrość w zestawieniu ze swarliwością żony. Niektóre z nich podał Diogenes Laertios:

Kiedy razu pewnego Ksantypa naprzód mu nawymyślała, a potem wylała mu
na głowę kubeł wody, oświadczył: „Czy nie mówiłem, że kiedy Ksantypa grzmi, to potem lunie deszcz?” Gdy Alkibiades zauważył, że wymysły Ksantypy są nie do zniesienia, odpowiedział: „Ja się przyzwyczaiłem,
tak jak się można przyzwyczaić do ciągłego warkotu kołowrotka. A ty
na przykład, czy dobrze znosisz gęganie gęsi?” „Tak – odparł Alkibiades – ale one dają mi jaja i pisklęta”. A na to Sokrates: „A mnie Ksantypa urodziła synów”. Kiedy przyjaciele, widząc, jak razu pewnego na rynku Ksantypa w złości zdarła zeń płaszcz, wzywali go, żeby ją uderzył, powiedział: „Nie, na Zeusa! Piękna to byłaby scena: my walczymy ze sobą na pięści, a z was jedni mówią: „Dobrze Sokratesie!” drudzy zaś: „Lepiej, Ksantypo!” Mówił, że wziął sobie za żonę jędzę, tak jak jeźdźcy wybierają sobie narowiste konie. „I tak jak oni – dodawał – jeżeli potrafią ujeździć takiego konia, dadzą sobie radę ze wszystkimi innymi, tak i ja, dzięki temu, że mogę wytrzymać z Ksantypą, potrafię współżyć ze wszystkimi ludźmi”.

Współcześni badacze wskazują jednak, że źródła na szczególnie kłótliwy charakter Ksantypy są niepewne i prawdopodobnie jest to idea późniejsza. Nie ma takich świadectw u Platona, który znał ją bezpośrednio. Marginalne uwagi o jej trudnym charakterze przekazał Ksenofont, powołując się na jej syna Lamproklesa oraz Antystenesa, który miał ją określić jako kobietę „ze wszystkich jakie tylko są, były i będą, najbardziej nieznośną”, Antystenes był jednak cynikiem, przeciwnym instytucji małżeństwa i widzącym w niej przeszkodę w cnotliwym życiu wymaganym przez filozofię.
Te nieliczne uwagi w kolejnych stuleciach urosły do przysłowiowej postaci. Obok Diogenesa Laertiosa (III-IV w.n.e.) liczne anegdoty przytoczyli też Plutarch (I-II w.n.e.) i Claudius Aelianus (II-III w.n.e.). Ksantypa pojawia się również w fikcyjnych listach Sokratesa i sokratyków, powstałych w ramach drugiej sofistyki (III-V w.n.e.).
Przekazy te ukazują Sokratesa jako wzór filozofa, który nawet w sytuacjach błahych potrafi zachować spokój i wyciągnąć z nich naukę dla innych. Ksantypa stała się w nich figurą symboliczną, pozwalającą ukazać się cnocie mędrca, w szczególności cierpliwości (patientia) . Szczególnie negatywny obraz Ksantypy został ukształtowany w tradycji cynickiej, w ramach krytyki instytucji małżeństwa i jej sprzeczności z życiem filozoficznym.
Ostry język mógł być też wynikiem trudnego charakteru Sokratesa, który (nawet dla współczesnych) nie był przykładnym mężem: zaniedbywał rodzinę, jej sprawy materialne i wychowanie dzieci. Małżeństwo dla Ksantypy z dużo starszym i pochodzącym z niższych klas społecznych Sokratesem, który dodatkowo był skonfliktowany z wieloma osobami w Atenach, było trudnym doświadczeniem.
Współcześnie wskazuje się również, że opinia o Ksantypie, jakoby była osobą kłótliwą i gadatliwą, wskazywać może na to, że wyłamywała się ona z ról społecznych, jakie kultura starogrecka przypisywała kobietom, a które wiązały się z cichym i pokornym wzorcem kobiecości .

## Ksantypa i wykluczenie kobiet
Współcześnie zaczęto zwracać uwagę, że sposób opisywania Ksantypy ujawnia wiele z pozycji kobiet w społeczeństwie starogreckim. Sokrates jest mężczyzną wiodącym żywot wśród męskich przyjaciół. Kobiety są wykluczone z dyskusji filozoficznych, które prowadzi. Jak podaje Platon w Fedonie, w dniu śmierci Sokratesa jego uczniowie przyszli do więzienia, gdzie spotkali Ksantypę z dziećmi. Sokrates ją odprawił płaczącą, by pozostać sam z uczniami na pożegnalnej uczcie, podczas której zgodnie z wyrokiem sądu wypił cykutę. Wskazuje to na oddzielność światów: kobiecego, związanego z życiem rodzinnym i z emocjami, oraz męskiego, związanego z życiem publicznym, w którym królują rozum i filozofia. Sokrates wybrał to drugie, a jego żona nie miała do niego przystępu w ostatnich chwilach życia . Sytuacja taka nie była jednak normą w Atenach, ponieważ inni skazywani na śmierć spędzali często ostatnie chwile w towarzystwie rodziny. Była to raczej decyzja Sokratesa, który poprzez ten wybór nadawał swojej śmierci publiczny charakter, adresowany do swoich uczniów wzorcowy sposób zakończenia życia filozofa.

## Kultura

### Język potoczny
Imię Ksantypy weszło do języka potocznego. Pisane małą literą oznacza kobietę złośliwą, zrzędliwą i kłótliwą.
W językach niemieckim i holenderskim istnieje przysłowie „Ksantypy się nie rodzą” (tzn. nikt nie rodzi się złośliwcem, ale się nim staje).

### Literatura

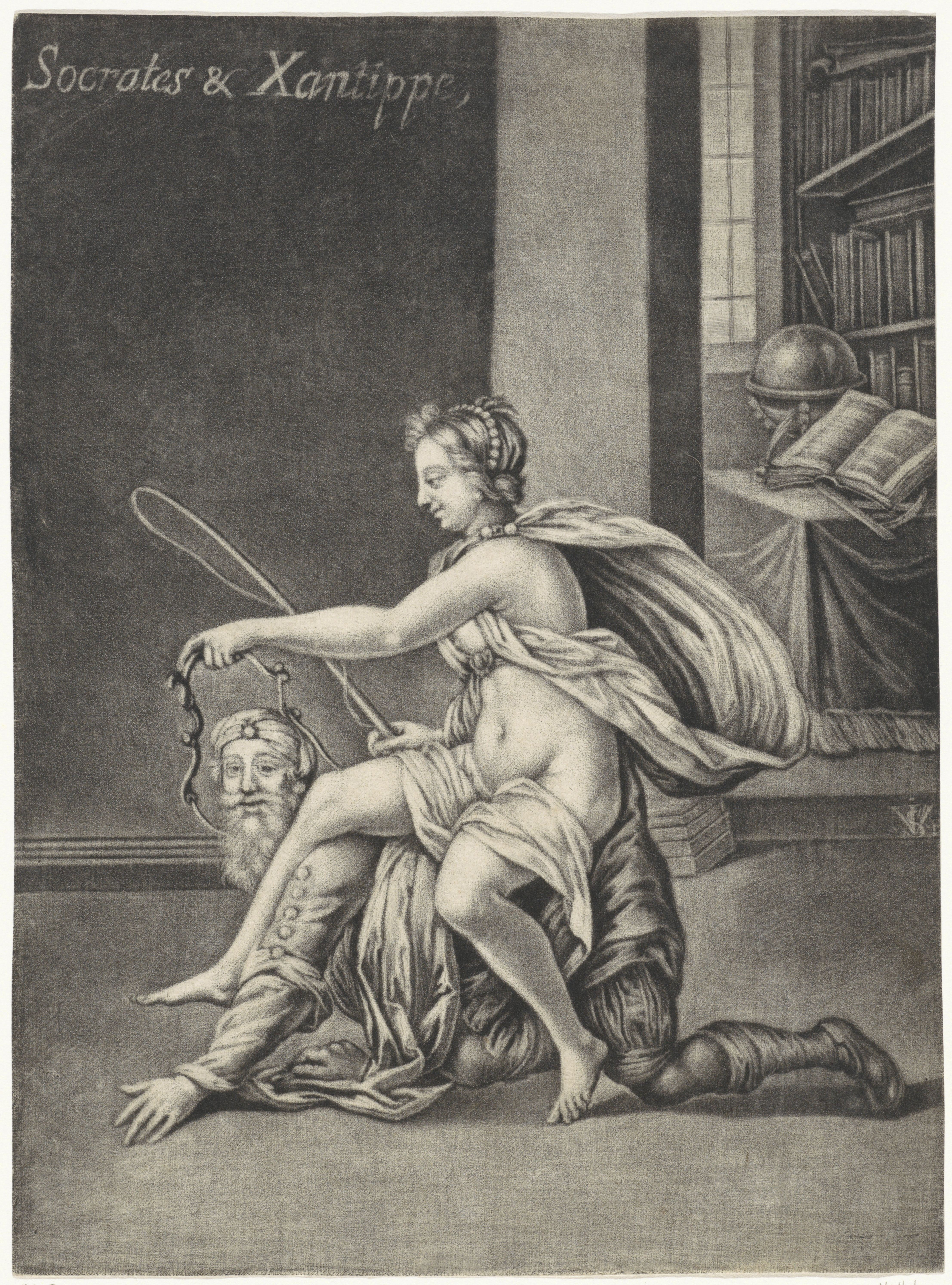
Jan van Somer, Ksantypa ujeżdżająca Sokratesa, 1655-1700. Wbrew opisowi, grafika przedstawia odmienny motyw: Filis i Arystotelesa

Ksantypa jest motywem literackim wykorzystywanym od starożytności. Odwoływano się do jej przysłowiowej swarliwości i trudnego charakteru. W takiej postaci pojawia się m.in. u :
- św. Hieronima, Przeciwko Jowinianowi (Adversus Jovinianum, 1.48), (392 r. n.e.),
- Geoffreya Chaucera, Opowieści kanterberyjskie (727-732), (XIV w.),
- Johna Gowera, Confessio Amantis (3:639-698), (XIV w.),
- George’a Peele’a, komedia Bajka staruchy (1589),
- Nicola Minato, libretto opery La patienza di Socrate con due moglie (1731).

Autorzy wprowadzali postać kłótliwej żony, przywrównując ją do Ksantypy, m.in. William Shakespeare w Poskromieniu złośnicy (1592, akt 1 scena 2) czy Henry Fielding w Historii życia Toma Jonesa (1749, w postaci pani Partridge).
Pojawiały się także próby reinterpretacji jej postaci :
- Christine de Pisan, Księga o mieście kobiet (2.21.1), (1405),
- Amy Levy, wiersz Xantippe (wiersz) (1880)[22].
- Alfredo Panzini, powieść Santippe (1914),
- Ludwik Hieronim Morstin – sztuka Obrona Ksantypy (1939), w której jest ona przedtawiana jako żona zaniedbywana przez Sokratesa.

### Ikonografia
Ksantypa była motywem w sztukach pięknych (najwcześniejsze zachowane dziełą pochodzą ze średniowiecza). Przedstawiano ją w scenach z Sokratesem, rzadko natomiast samodzielnie. Przedstawienia były ilustracją dla moralnych przypowieści. Szczególnie częstym motywem w sztuce była Ksantypa wylewająca wodę (czasami zawartość nocnika) na głowę Sokratesa. Motyw ilustrował fragment podany przez Diogenesa Laertiosa.

### Inne
- (156) Xanthippe – planetoida.